# Étienne Gilson
Étienne Henri Gilson (Pariz, 13. lipnja 1884. – Auxerre, 19. rujna 1978.) bio je francuski filozof i povjesničar filozofije.

## Životopis
Rođen je u Parizu u katoličkoj obitelji podrijetlom iz Burgundije. Gilson je pohađao malo sjemenište u Notre-Dame-des-Champsu, a potom je završio srednjoškolsko obrazovanje u gimnaziji Henri IV. Nakon odsluženja vojnog roka, tijekom kojeg je počeo čitati Renéa Descartesa, studirao je za diplomu prvostupnika, fokusirajući se na utjecaj skolastike na kartezijansku misao. Nakon studija na Sorboni kod Victora Delbosa i Luciena Lévy-Bruhla te na Collège de France kod Henrija Bergsona, završio je studij filozofije 1907. godine.
Godine 1908. oženio se Thérèsom Ravisé od Meluna te je predavao u srednjim školama u Bourg-en-Bresseu, Rochefortu, Toursu, Saint-Quentinu i Angersu. Godine 1913., dok je predavao na Sveučilištu u Lilleu, obranio je doktorsku disertaciju na Sveučilištu u Parizu na temu „Sloboda u Descartesa i teologiji”. Njegovu karijeru prekinulo je izbijanje Prvog svjetskog rata, jer je unovačen u francusku vojsku. Služio je na bojištu i sudjelovao u bitci za Verdun kao potporučnik. Uhvaćen je u veljači 1916. te je u zatočeništvu proveo dvije godine.
Godine 1919. postao je profesor povijesti filozofije na Sveučilištu u Strasbourgu. Od 1921. do 1932. predavao je povijest srednjovjekovne filozofije na Sveučilištu u Parizu. Također je predavao tri godine na Harvardu. Godine 1929. izabran je u Američku akademiju znanosti i umjetnosti. Kao međunarodno priznati mislilac, Gilson je prvi, zajedno s Jacquesom Maritainom, dobio počasni doktorat iz filozofije na Papinskom sveučilištu Svetog Tome Akvinskog 1930. godine.
Na poziv Kongregacije sv. Bazilija, osnovao je Papinski institut za srednjovjekovne studije u Torontu u suradnji s St. Michael's Collegeom na Sveučilištu u Torontu. Izabran je u Francusku akademiju 1946. godine. Godine 1948. izabran je za međunarodnog člana Američkog filozofskog društva.
Umro je u Auxerreu 19. rujna 1978. godine.

## Djela
Autor je više od šest stotina raznih publikacija.
Na hrvatski jezik prevedena su njegova djela:
- „Uvod u kršćansku filozofiju”, Filozofsko-teološki institut Družbe Isusove, Zagreb, 1995.
- „Bitak i bit”, Demetra, Zagreb, 2010.
- „Filozofija u srednjem vijeku”, Demetra, Zagreb, 2011.
- „Diskurs o metodi (Rene Descartes) uz [historijski] komentar Etienne Gilsona”, Demetra, Zagreb, 2011.

## Počasti

### Odlikovanja
- Ratni križ 1914.–1918.
- Veliki časnik Legije časti
- Časnik Legije časti
- Vitez Legije časti[2]

### Članci
- Dadić, Borislav. 1995. Étiene Gilson: otkriće kršćanske filozofije. Obnovljeni Život. Filozofsko teološki institut Družbe Isusove. Zagreb. 50 (1): 3–22

### Knjige
- Leclercq, Jean. 1993. Di grazia in grazia: memorie. Biblioteca di cultura medievale (talijanski). Jaca Book. Milano. ISBN 978-88-16-40330-7

### Mrežne stranice
- American Philosophical Society Member History [Povijest članova Američkog filozofskog društva] (engleski). www.amphilsoc.org. Inačica izvorne stranice arhivirana 8. ožujka 2023. Pristupljeno 27. svibnja 2023.
- Étienne GILSON (francuski). www.academie-francaise.fr/. Pristupljeno 27. svibnja 2023.
- Etienne-Henry Gilson (engleski). www.amacad.org/. Pristupljeno 27. svibnja 2023.
- History and Organization of the Institute [Povijest i organizacija Instituta] (engleski). www.pims.ca. Pristupljeno 27. svibnja 2023.